# بافل سيبانو
بافل سيبانو مواليد 28 مارس 1955 في أوكرانيا، هو لاعب كرة قدم مولدوفي سابق كان يلعب كمهاجم.

## المسيرة الاحترافية

### أندية لعب لها
- زمبرو تشيسيناو